# Города-герои Украины (серия монет)
Города-герои Украины (укр. Міста-герої України) — серия юбилейных монет, выпущенных в обращение Национальным банком Украины 23 августа 1995 года. Утратили силу законного платёжного средства 16 сентября 1996 года.
В серию включены четыре монеты:
- Город-герой Киев;
- Город-герой Керчь;
- Город-герой Севастополь;
- Город-герой Одесса.

У всех монет серии единый аверс. На аверсе в кольце из веток калины изображён малый Государственный герб Украины, над которым указан год чеканки монеты (1995); между кольцом и кантом монеты круговые надписи «Национальный банк Украины» (укр. Національний банк України, вверху), «200 000 карбованцев» (укр. 200 000 карбованців, внизу).
Гурт всех монет — рифлёный, диаметр — 33 мм, масса — 14,35 г, качество изготовления — пруф-лайк, металл — медно-никелевый сплав.

## Реверс монет
| Изображение | Описание | Примечание |
| ----------- | --- | --- |
|             | На реверсе монеты на фоне Днепра изображён главный фрагмент комплекса «Парк Воинской Славы» — обелиск Славы на могиле Неизвестного солдата и аллея Погибших героев. По правую сторону от обелиска расположена церковь Спаса на Берестове и Большая колокольня Киево-Печерской Лавры. По левую сторону расположены кашатаны. По кругу в верхней части монеты написано «Город-герой Киев» (укр. Місто-герой Київ), внизу — даты «1941—1945». | - Название монеты: Город-герой Киев - Художники: аверс — Александр Ивахненко, реверс — Николай Кочубей - Скульпторы: аверс — Александр Хазов, реверс — Вячеслав Харламов - Тираж: 100 000            |
|             | На реверсе монеты в центре изображён обелиск Славы на вершине горы Митридат, сооружённый в честь подвига воинов Отдельной Приморской армии, моряков Черноморского флота и Азовской военной флотилии, жителей города, которые погибли в боях за освобождение Крыма от немецко-фашистских захватчиков. На заднем плане двумя волнистыми линиями, которые разрываются обелиском, изображена поверхность моря. Над морем слева от обелиска — изображение легкого облака, справа на линии горизонта — морской танкер и чайка над ним. По кругу монеты — надписи: вверху «МІСТО-ГЕРОЙ КЕРЧ», внизу под постаментом обелиска «1941 — 1945». | - Название монеты: Город-герой Керчь - Художники: аверс — Александр Ивахненко, реверс — Алексей Кожеков - Скульпторы: аверс — Александр Хазов, реверс — Алексей Новичков - Тираж: 50 000             |
|             | На реверсе монеты в центре расположено изображение обелиска города-героя Севастополя, сооружённого на высоком берегу Северной бухты в честь подвига воинов Отдельной Приморской армии, моряков-черноморцев, народных ополченцев, истребительного и курсантского батальонов, которые на протяжении 250 дней — с ноября 1941 года до июля 1942 года — героически защищали город от немецко-фашистских захватчиков. Слева от обелиска на фоне морских волн, в знак преемственности героических традиций города, изображен памятник кораблям, затопленным во время Севастопольской обороны 1854—1855 годов. Справа изображены три ряда морских волн и над ними силуэт современного военного корабля. По кругу монеты — надписи: вверху «МІСТО-ГЕРОЙ СЕВАСТОПОЛЬ», внизу под постаментом обелиска «1941 — 1945». | - Название монеты: Город-герой Севастополь - Художники: аверс — Александр Ивахненко, реверс — Анатолий Пономаренко - Скульпторы: аверс — Александр Хазов, реверс — Василий Никищенко - Тираж: 75 000 |
|             | На реверсе монеты в центре изображен памятник Неизвестному матросу, сооружённый в Центральном парке культуры и отдыха им. Т. Г. Шевченка в честь погибших воинов Отдельной Приморской армии, моряков Черноморского флота, Одесской дивизии народного ополчения, которые на протяжении 73 дней в августе-октябре 1941 года защищали Одессу от регулярных войск гитлеровской Германии и её союзников. Слева и справа от памятника на фоне морских волн изображены соответственно, фрагмент морского порта с портовыми кранами и кораблём возле причала и Одесский маяк. В верхней части монеты — силуэты трёх чаек в полёте: две — слева, одна — справа от обелиска. По кругу монеты — надписи: вверху «МІСТО-ГЕРОЙ ОДЕСА», внизу под постаментом обелиска «1941 — 1945».                                     | - Название монеты: Город-герой Одесса - Художники: аверс — Александр Ивахненко, реверс — Сергей Шулыма - Скульпторы: аверс — Александр Хазов, реверс — Василий Никищенко - Тираж: 75 000             |

## Стоимость монет
Стоимость реализации монет, установленная Национальным банком в 1995 году, составляла 200 000 карбованцев (2 гривны). Впоследствии стоимость реализации в магазинах и на интернет-аукционах постоянно повышалась.
| Монета / цена (грн.)    | 2010 | 2011 | 2012 | 2013 | 2014 |
| ----------------------- | ---- | ---- | ---- | ---- | ---- |
| Город-герой Киев        | 20   | 25   | 35   | 35   | 55   |
| Город-герой Керчь       | 160  | 170  | 200  | 200  | 350  |
| Город-герой Севастополь | 30   | 35   | 45   | 50   | 85   |
| Город-герой Одесса      | 30   | 35   | 60   | 75   | 85   |